# Neonesidea dinochelata
Neonesidea dinochelata är en kräftdjursart som först beskrevs av Louis S. Kornicker 1961.  Neonesidea dinochelata ingår i släktet Neonesidea och familjen Bairdiidae. Inga underarter finns listade i Catalogue of Life.